# XXII століття
22 століття (XXII століття) — згідно із григоріанським календарем це проміжок часу від 1 січня 2101 року до 31 грудня 2200 року.

## Події
- У 22 столітті очікується 239 місячних затемнень
- 2115: 18 листопада повинен вийти фільм 100 років.
- 2134: Проходження перигелію кометою Галлея.
- 2179: У християнській релігії події, що трактуються деякими коментаторами Біблії як ознаки кінця світу з Армагеддон, описані в книзі Івана Богослова — Армагеддон почнеться у 2179 році.[джерело?]
- Населення Землі може досягнути 11.4 млрд людей